# علی شافی
علی شافی (انگلیسی: Ali Shafi) یک بازیکن فوتبال اهل مصر است.
وی عضو تیم ملی فوتبال مصر در جام جهانی فوتبال ۱۹۳۴ بوده است.